# Архитектура Китая
Архитектура Китая — искусство проектировать, строить здания и сооружения и их комплексы (архитектура) в Китае, государстве в Восточной Азии.
За пятитысячелетнюю историю китайской цивилизации сохранилось немало архитектурных сооружений, многие из которых по праву считаются шедеврами мирового масштаба. Их разнообразие и оригинальность воплощают в себе традиции старины и лучшие достижения китайского зодчества.
Традиционная архитектура Китая имеет ряд присущих только ей особенностей, в то время как его архитектурный декор способствует узнаваемости китайских зданий во всем мире.

## История
Стили древнекитайского деревянного зодчества
Древний Китай
Подавляющее большинство строений в древнем Китае строились из дерева. Будь то жилой дом или императорский дворец, в первую очередь в землю вбивали деревянные столбы, которые вверху соединялись балками. На этом основании затем возводилась кровля, покрываемая впоследствии черепицей. Проёмы между столбами заполнялись кирпичами, глиной, бамбуком или другим материалом. Таким образом, стены не несли функции несущей конструкции.
Древние китайцы, вероятно, одни из первых использовали «поточный метод» в архитектуре. Стандартная конструкция сооружений позволяла точно знать размеры деталей, из которых она возводилась. Поэтому строители могли изготавливать их по отдельности, а затем собирать непосредственно на месте строительства. В результате возведение осуществлялось ударными темпами. Например, императорская резиденция — Запретный город в Пекине, общей площадью 720 тысяч квадратных метров был построен всего за 13 лет (для сравнения, только на сооружение купола собора Санта-Мария-дель-Фьоре во Флоренции было потрачено около 30 лет).
Во II веке до н.э. в Китае сформировалась архитектура, основанная на соединениях деревянных строительных блоков по принципу шип — гнездо. Она стала традиционной при династиях Суй и Тан, а её систематизация завершилась при династии Сун. Вся система разработки и создания подобных построек изложена в работе «Инцзао Фаши». В их создании выделилось четыре школы: техника Сыхэюань — жилые постройки на сторонах ориентированного по сторонам света прямоугольника без промежутков окружают центральный двор (строения Пекина); аньхойский стиль — жилые дома с белыми стенами и чёрными крышами со специальными каменными стенами «в виде головы лошади» по торцам для защиты от ветра и от огня при пожарах (строения юга провинции Аньхой и уезда Уюань провинции Цзянси), стиль Сяншаньбан (кит. упр. 香山帮) — строения образуют архитектурный ансамбль, сочетая столярное творчество, кладку и резьбу (музей «Гугун», площадь Тяньаньмэнь, сады Сучжоу)； стиль юга провинции Фуцзянь — жилые постройки с коньком крыши в виде хвоста ласточки (то есть раздвоенным), украшенные резными скульптурами китайских фениксов, золотых рыбок, китайских драконов и цветов.
Поскольку дерево обладает определённой гибкостью и упругостью, то по сравнению с каменными сооружениями, деревянные более стойки к землетрясениям.
При всех своих достоинствах, деревянные конструкции имеют и существенные недостатки, главное из которых — недолговечность и пожароопасность. Многие архитектурные памятники сгорели от ударов молний или пострадали от пожаров.
Современность
См.: Список самых высоких зданий Китая

## Архитектурный декор
Традиционный архитектурный декор Китая представляет специфичное Китаю, его центральным, и восточным территориям, архитектурное оформление пространства здания, он содержит в себе внешние элементы постройки, видимые глазу зрителя. Архитектурный декор этой страны является одним из элементов китайской архитектуры, способствующим узнаваемости таких зданий во всем мире.
- Декоративные элементы
- Бессмертный и звери на скате крыши Полуденных Ворот 午门 Запретного города （9 фигурок）
- Чивэнь на конце конька крыши
- Чивэнь на стыке скатов
- Пушоу
- Мэньдин на внутренних дверях в Запретном городе
- Доугун на углу крыши пагоды Фогун времен Ляо
- Экранирующая стена времен династии Юань в парке Бэйхай, Пекин
- Глазированная черепица на крыше Летнего дворца
- Балюстрада на каменном мосту в городе Ситан

- Архитектурная живопись
- Архитектурная живопись Хэ си в Запретном городе
- Архитектурная живопись сюаньцзы на примере Храма Дунъюэ в Пекине

## Дворцовая архитектура
- Запретный город
- Горное убежище от летнего зноя

## Храмы и алтари
- Храм Таймяо
- Алтарь Земли и Злаков
- Храм Неба
- Храм Тяньнин
- Железная пагода
- Фарфоровая пагода
- Пагода Шести Гармоний
- Шаолинь
- Храм Истинного Единства
- Пагода Баочу
- Пагода Дацинь
- Дворец Высшей Чистоты
- Наньюэ Дамяо
- Путоцзунчэн
- Резиденция Небесных Наставников
- Пещерные храмы Фэнсяньсы
- Пещерные храмы Лунмэнь
- Пещеры Могао
- Юньган

## Мемориальные сооружения
- Храм Конфуция
- Храм Баогуна
- Пайлоу
- Стелы, в том числе на черепахе-пьедестале

## Гробницы
- Могила Цинь Ши Хуана
- Минская гробница Чанлин
- Гробницы императоров династии Мин
- Висячие гробы

## Садово-парковая архитектура
- Парк Бэйхай
- Парк Юаньминъюань
- Парк Ихэюань
- Западное озеро в Ханчжоу

## Мосты
- Мост Аньцзи
- Мост Марко Поло
- Мост Баодай
- Многочисленные выгнутые мостики типа «лунный мост»

## Фортификационные сооружения
- Великая Китайская стена
- Крепостные стены многих городов, напр. Пекина (снесена), Нанкина (частью сохранилась)
- Крепость Ваньпин (Пекин)

## Жилые постройки
- Жилые комплексы сыхэюань
- Жилые комплексы крепостного типа — тулоу (Фуцзянь)
- Укреплённые особняки дяолоу (Гуандун)
- Фанза — типичный крестьянский дом северного Китая
- Кан — обогреваемая лежанка, типичная принадлежность традиционных жилых домов севера страны